# 九九神功
放火神功， 又稱吊陰功、九九神功、帝王功、陰吊功、吊功、鐵襠功、鐵蛋功或洗髓功。

## 概述
帝王神功是一種吊陰術，用棉繩將整個男性生殖器（包含陰囊、輸精管）套住，下面吊著重達數十斤的重物，而后漸次加重，乃至百斤。至於女性則可以用縮緊陰道的方式練習此功。 傳說若苦練成功，能使房事持久，能連續行房而雄風不減目前未有研究證實。

## 歷史
據說九九神功又名少林九陽功，起源自少林寺洗髓經與易筋經。為涂家家傳氣功的一部份。
另一種說法是源自於道家鐵襠功。
中國北方陸地比例高，過去步兵日行千里需有強健的雙腿，士兵每日演練名為操磚法的訓練項目，以增強行軍驅動力。
操磚法是鐵襠功的別名。

## 爭議

### 創辦人問題
涂金盛和涂金湶均指自己才是九九神功創辦人，並互相指控對方不實。傳媒報道有關九九神功的消息時，引述的資料各異。

### 健康問題
坊間有因修練此功而受傷的傳聞，涂金湶指是練功方法不當才會受傷。有泌尿科醫師指男性生殖器勃起功能障礙多為生理和心理因素導致，建議尋求診療。他亦提到胡亂練功可能會造成陰囊受傷，為身體帶來健康隱患。

## 外部連結
- http://www.99.org.tw（页面存档备份，存于） （由涂金湶設立）
- http://www.mastertu.com/ch/（页面存档备份，存于） （由涂金盛設立）